# Seulbitz (Schwarzenbach an der Saale)
Seulbitz (oberfränkisch: Seilbitz, ab 1927: Seulbitz an der sächsischen Saale) ist ein Gemeindeteil der Stadt Schwarzenbach an der Saale im Landkreis Hof (Oberfranken, Bayern). Die Gemarkung Seulbitz liegt teils im Gemeindegebiet von Schwarzenbach an der Saale, teils im Gemeindegebiet von Weißdorf. Sie hat eine Fläche von 11,753 km² und ist in 738 Flurstücke aufgeteilt, die eine durchschnittliche Fläche von 15925,64 m² haben. In ihr liegen neben dem namensgebenden Ort die Gemeindeteile Albertsreuth, Bärlas, Götzmannsgrün und Posterlitz. Die Seulbitzer Mühle war eine Getreide- und Schneidmühle. Sie wurde wahrscheinlich im 18. Jahrhundert in Betrieb genommen und in den 1950er Jahren stillgelegt.

## Geografie
Das Dorf liegt auf freier Flur an der Sächsischen Saale und am Posterlitzbach, der innerorts als linker Zufluss in die Saale mündet. Ein Steinbruch nordöstlich des Ortes ist wegen seiner Gesteinsart und dem metamorphosen Gefüge ein Geotop. Die Bundesstraße 289 führt nach Weißdorf (3,3 km südwestlich) bzw. nach Stobersreuth (3,1 km nordöstlich). Die Kreisstraße HO 25 führt nach Wölbersbach (2,1 km nordwestlich). Gemeindeverbindungsstraßen führen nach Posterlitz (0,9 km nördlich), nach Förbau (2,6 km östlich) und nach Bärlas (1,7 km südlich). Es gibt einen Haltepunkt an der Bahnstrecke Bamberg–Hof.

## Geschichte
Der Ort wurde im Jahr 1317 als „Slewiz“ erstmals urkundlich erwähnt. 1358 findet sich in einer Urkunde die Schreibweise „Seilbicz“.
Gegen Ende des 18. Jahrhunderts bestand Seulbitz aus 26 Anwesen, einem Hirtenhaus und einer Zollstätte. Die Hochgerichtsbarkeit nördlich der Saale stand dem bayreuthischen Stadtvogteiamt Hof zu, südlich der Saale dem bayreuthischen Stadtrichteramt Münchberg. Die Dorf- und Gemeindeherrschaft hatte das Stadtrichteramt Münchberg. Grundherren waren
- das bayreuthische Amt Hallerstein: 1 Hof, 1 Halbhof;
- das bayreuthische Kastenamt Münchberg: 4 Halbhöfe, 2 Tropfhäuser;
- die bayreuthische Hofkanzlei Bayreuth: 1 Zweidrittelhof,  1 Gut;
- das bayreuthische Klosteramt Kulmbach: 1 Halbhof, 1 Haus, 1 Mühle, 1 Wirtshaus;
- das Gotteshaus Münchberg: 1 Halbhof;
- die Pfarrei Kulmbach: 1 Hof;
- das vogtländische Rittergut Bug: 1 Halbhof, 1 Viertelhof;
- das vogtländische Rittergut Weißdorf: 2 Halbhöfe, 2 Viertelhöfe, 1 Söldengut;
- das Rittergut Oberkotzau: 2 Halbhöfe, 1 Söldengut.[10]

Von 1797 bis 1810 unterstand Seulbitz dem Justiz- und Kammeramt Münchberg. Nachdem im Jahr 1810 das Königreich Bayern das Fürstentum Bayreuth käuflich erworben hatte, wurde der Ort bayerisch. Infolge des Ersten Gemeindeedikts wurde 1812 der Steuerdistrikt Seulbitz gebildet. Zu diesem gehörten Albertsreuth, Bärlas, Götzmannsgrün und Posterlitz. Zugleich entstand die Ruralgemeinde Seulbitz, die deckungsgleich mit dem Steuerdistrikt war. Sie war in Verwaltung und Gerichtsbarkeit dem Landgericht Münchberg zugeordnet und in der Finanzverwaltung dem Rentamt Münchberg (1919 in Finanzamt Münchberg umbenannt). In der freiwilligen Gerichtsbarkeit gehörten Anwesen den Patrimonialgerichten Bug, Oberkotzau und Weißdorf an. Ab 1862 gehörte Seulbitz zum Bezirksamt Münchberg (1939 in Landkreis Münchberg umbenannt). Die Gerichtsbarkeit blieb beim Landgericht Münchberg (1879 in Amtsgericht Münchberg umgewandelt). Die Gemeinde Seulbitz hatte 1964 eine Gebietsfläche von 12,202 km². Am 1. Juli 1972 kam die Gemeinde an den Landkreis Hof. Im Zuge der Gebietsreform in Bayern wurde die Gemeinde Seulbitz am 30. April 1978 aufgelöst: Götzmannsgrün, Posterlitz und Seulbitz wurden nach Schwarzenbach eingemeindet, Albertsreuth und Bärlas nach Weißdorf.

### Baudenkmäler
- Haus Nr. 10: Brunnentrog aus Granit mit einer Signatur von „1735“.[15]

### Einwohnerentwicklung
Gemeinde Seulbitz
| Jahr      | 1812   | 1840  | 1852  | 1855  | 1861   | 1867   | 1871   | 1875   | 1880   | 1885   | 1890   | 1895  | 1900   | 1905  | 1910   | 1919  | 1925   | 1933  | 1939  | 1946  | 1950   | 1952  | 1961   | 1970   |
| Einwohner | 359    | 481   | 467   | 463   | 473    | 493    | 505    | 473    | 482    | 438    | 455    | 446   | 439    | 425   | 381    | 389   | 406    | 374   | 334   | 536   | 507    | 464   | 381    | 332    |
| Häuser    | 75     |       |       |       |        |        | 77     |        |        | 75     | 73     |       | 75     |       |        |       | 66     |       |       |       | 66     |       | 72     |        |
| Quelle    | [ 11 ] | [ 2 ] | [ 2 ] | [ 2 ] | [ 17 ] | [ 18 ] | [ 19 ] | [ 20 ] | [ 21 ] | [ 22 ] | [ 23 ] | [ 2 ] | [ 24 ] | [ 2 ] | [ 25 ] | [ 2 ] | [ 26 ] | [ 2 ] | [ 2 ] | [ 2 ] | [ 27 ] | [ 2 ] | [ 12 ] | [ 28 ] |

Ort Seulbitz
| Jahr      | 001799 | 001812 | 001819 | 001861 | 001871 | 001885 | 001900 | 001925 | 001950 | 001961 | 001970 | 001987 |
| Einwohner | 154    | 146    | *195   | †242   | 242    | 186    | 200    | 172    | 224    | 194    | 184    | 140    |
| Häuser    | 25     | 28     |        |        |        | 33     | 31     | 29     | 30     | 38     |        | 38     |
| Quelle    | [ 29 ] | [ 11 ] | [ 30 ] | [ 17 ] | [ 19 ] | [ 22 ] | [ 24 ] | [ 26 ] | [ 27 ] | [ 12 ] | [ 28 ] | [ 1 ]  |

## Religion
Seulbitz ist seit der Reformation evangelisch-lutherisch geprägt. Südlich der Saale ist es bis heute nach St. Maria (Weißdorf) gepfarrt, nördlich der Saale nach St. Gumbertus (Schwarzenbach an der Saale).

## Persönlichkeiten
Der Schwarzenbacher Landschaftsmaler Anton Richter fertigte Bilder des Ortes und seiner Umgebung.

## Bildergalerie

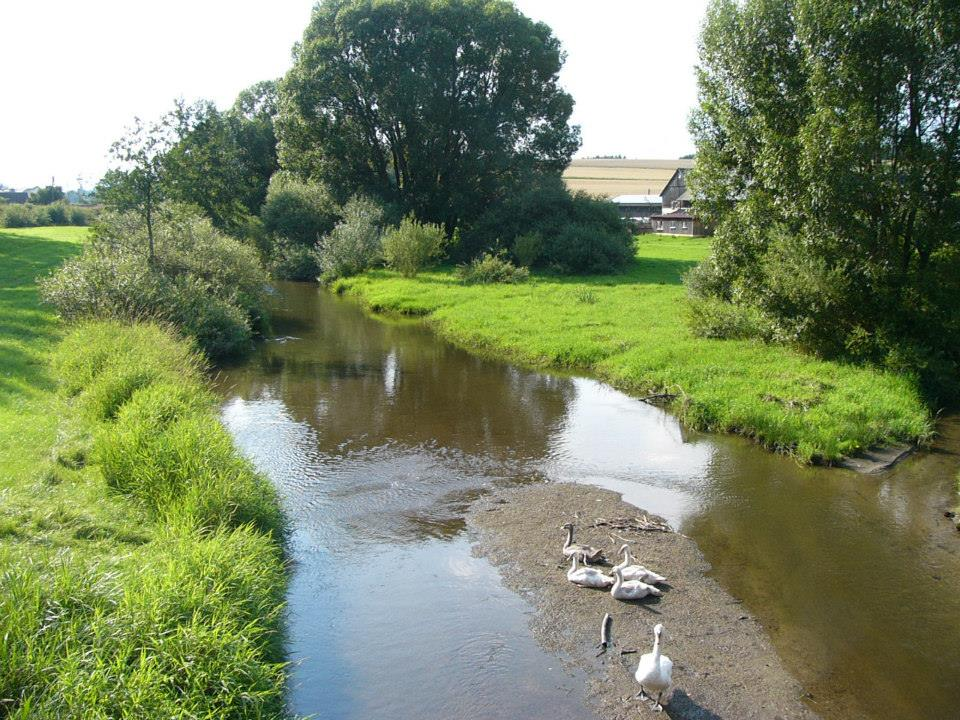
Ansicht der Saale bei Seulbitz
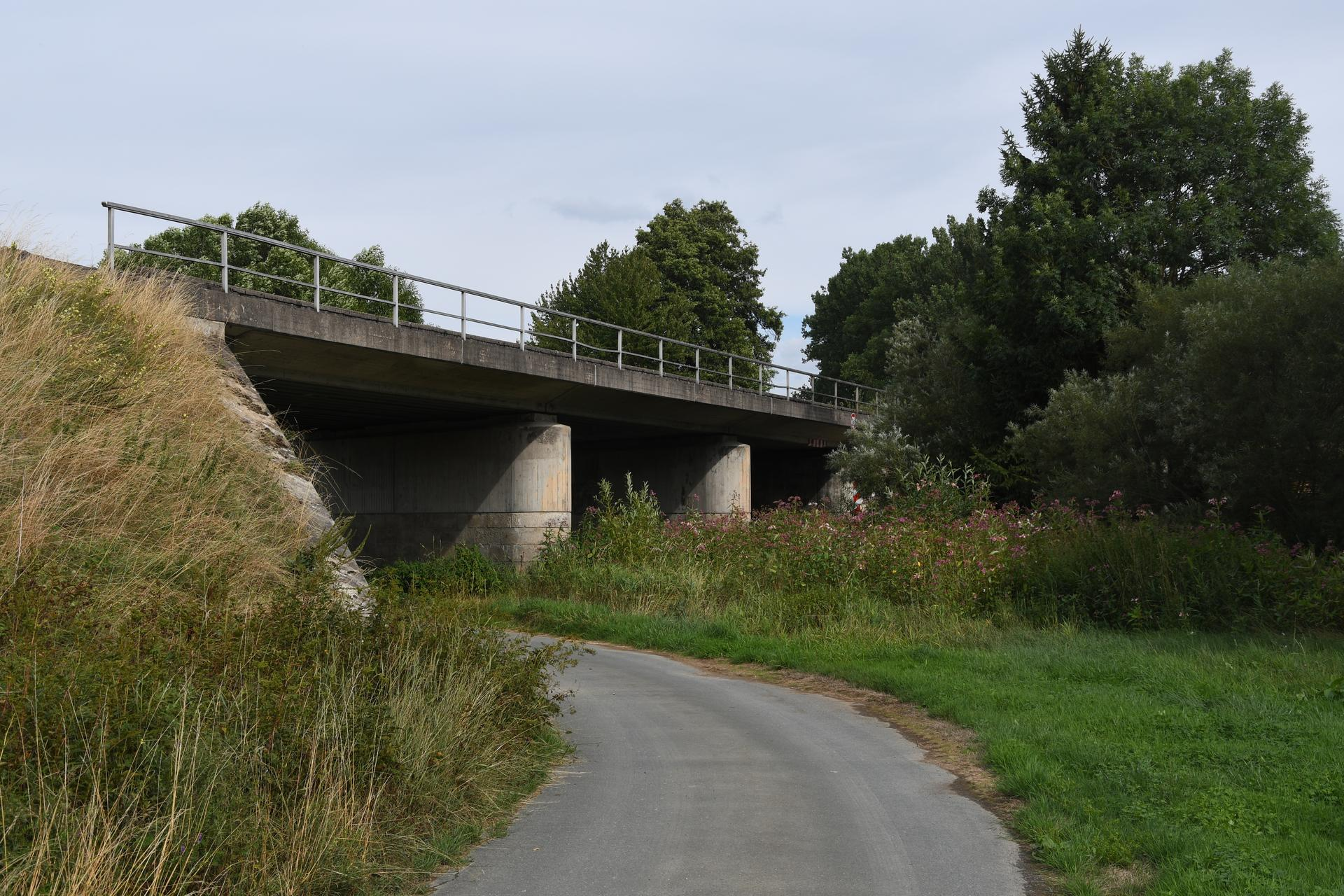
Bahnbrücke über die Saale
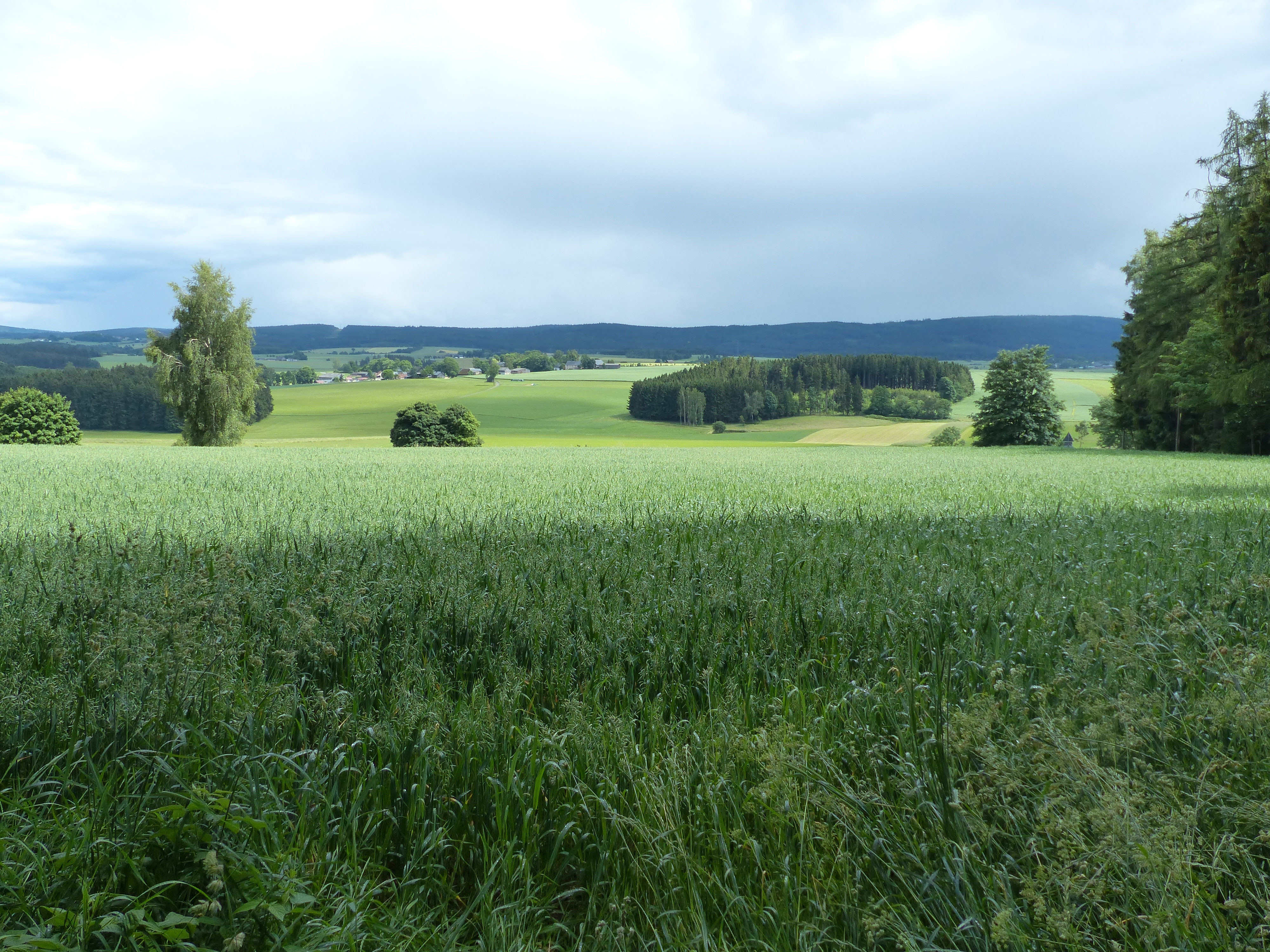
Ortsansicht von der Uprode her